# Bufo
Bufo is een geslacht van kikkers uit de familie van de padden (Bufonidae). De groep werd beschreven door François Alexandre Pierre de Garsault in 1764.
Het geslacht bevatte ooit meer dan 250 soorten, die vrijwel allemaal zijn afgevoerd en ingedeeld bij andere geslachten, zoals Chaunus en Anaxyrus.
Er zijn zeventien soorten, inclusief de in 2008 ontdekte soort Bufo eichwaldi. Alle soorten komen voor in Europa, Noord-Afrika, het Midden-Oosten en Azië; van Myanmar en Vietnam tot in Japan. Het zijn typische padden met een gedrongen lichaam en een wrattige huid. Alle soorten hebben een bodembewonende levenswijze. De gewone pad (Bufo bufo) is de bekendste soort en heeft het grootste verspreidingsgebied.

## Soorten
- Bufo ailaoanus
- Bufo aspinius
- Bufo bankorensis
- Bufo bufo – Gewone pad
- Bufo cryptotympanicus
- Bufo eichwaldi
- Bufo gargarizans
- Bufo japonicus
- Bufo luchunnicus
- Bufo menglianus
- Bufo pageoti
- Bufo spinosus
- Bufo stejnegeri
- Bufo torrenticola
- Bufo tuberculatus
- Bufo tuberospinius
- Bufo verrucosissimus

Adenomus · 
Altiphrynoides · 
Amazophrynella · 
Anaxyrus · 
Ansonia · 
Atelopus · 
Barbarophryne · 
Blythophryne · 
Bufo · 
Bufoides · 
Bufotes · 
Capensibufo · 
Churamiti · 
Dendrophryniscus · 
Didynamipus · 
Duttaphrynus · 
Epidalea · 
Frostius · 
Ghatophryne · 
Incilius · 
Ingerophrynus · 
Laurentophryne · 
Leptophryne · 
Melanophryniscus · 
Mertensophryne · 
Metaphryniscus · 
Nannophryne · 
Nectophryne · 
Nectophrynoides · 
Nimbaphrynoides · 
Oreophrynella · 
Osornophryne · 
Parapelophryne · 
Pedostibes · 
Pelophryne · 
Peltophryne · 
Phrynoidis · 
Poyntonophrynus · 
Pseudobufo · 
Rentapia · 
Rhaebo · 
Rhinella · 
Sabahphrynus · 
Schismaderma · 
Sclerophrys · 
Strauchbufo · 
Truebella · 
Vandijkophrynus · 
Werneria · 
Wolterstorffina · 
Xanthophryne